# Never Be a Right Time
Never Be a Right Time è un brano musicale del rapper britannico Professor Green, che figura il featuring del cantante Ed Drewett. Il brano è stato estratto come secondo singolo estratto dal secondo album studio di Professor Green, intitolato At Your Inconvenience pubblicato il 22 gennaio 2012.

## Il video
Il video musicale prodotto per Never Be a Right Time è stato presentato sul canale ufficiale YouTube di Professor Green il 24 novembre 2011, ed è stato girato nelle strade di East London.

## Tracce
Download digitale
1. Never Be a Right Time - 3:20
2. Never Be a Right Time (Document One Remix) - 6:28
3. Never Be a Right Time (Document One Instrumental) - 6:28
4. Never Be a Right Time (Drums of London Remix) - 3:41
5. Never Be a Right Time (Drums of London Dub) - 4:59
6. How Many Moons (Remix) - 7:05

## Classifiche
| Classifica(2011) | Posizione più alta |
| ---------------- | ------------------ |
| Regno Unito      | 57                 |